# AIM-120 AMRAAM

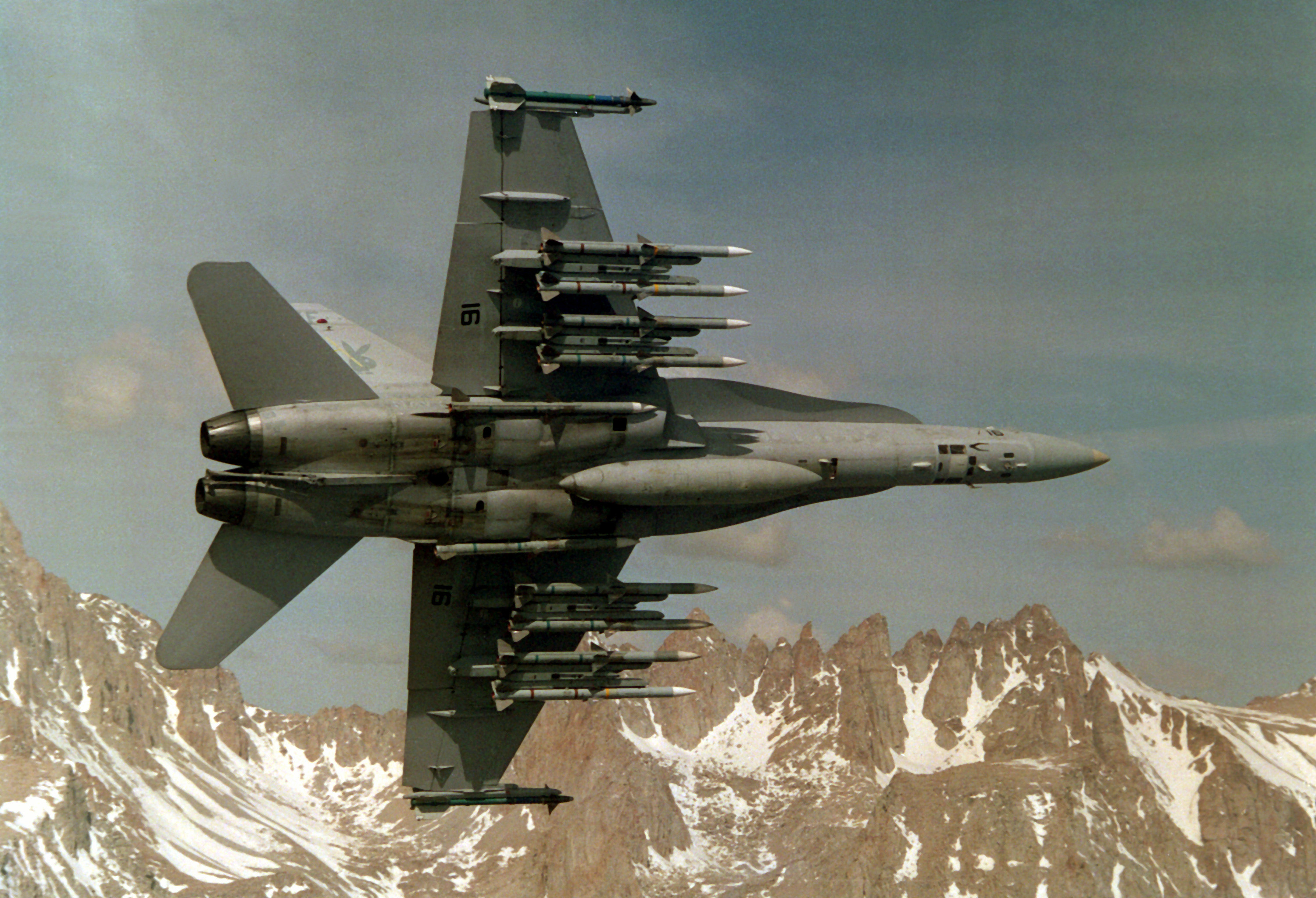
Un F/A-18C Hornet du VX-4 équipé de 10 AIM-120, de 2 AIM-9 et d'un réservoir supplémentaire.

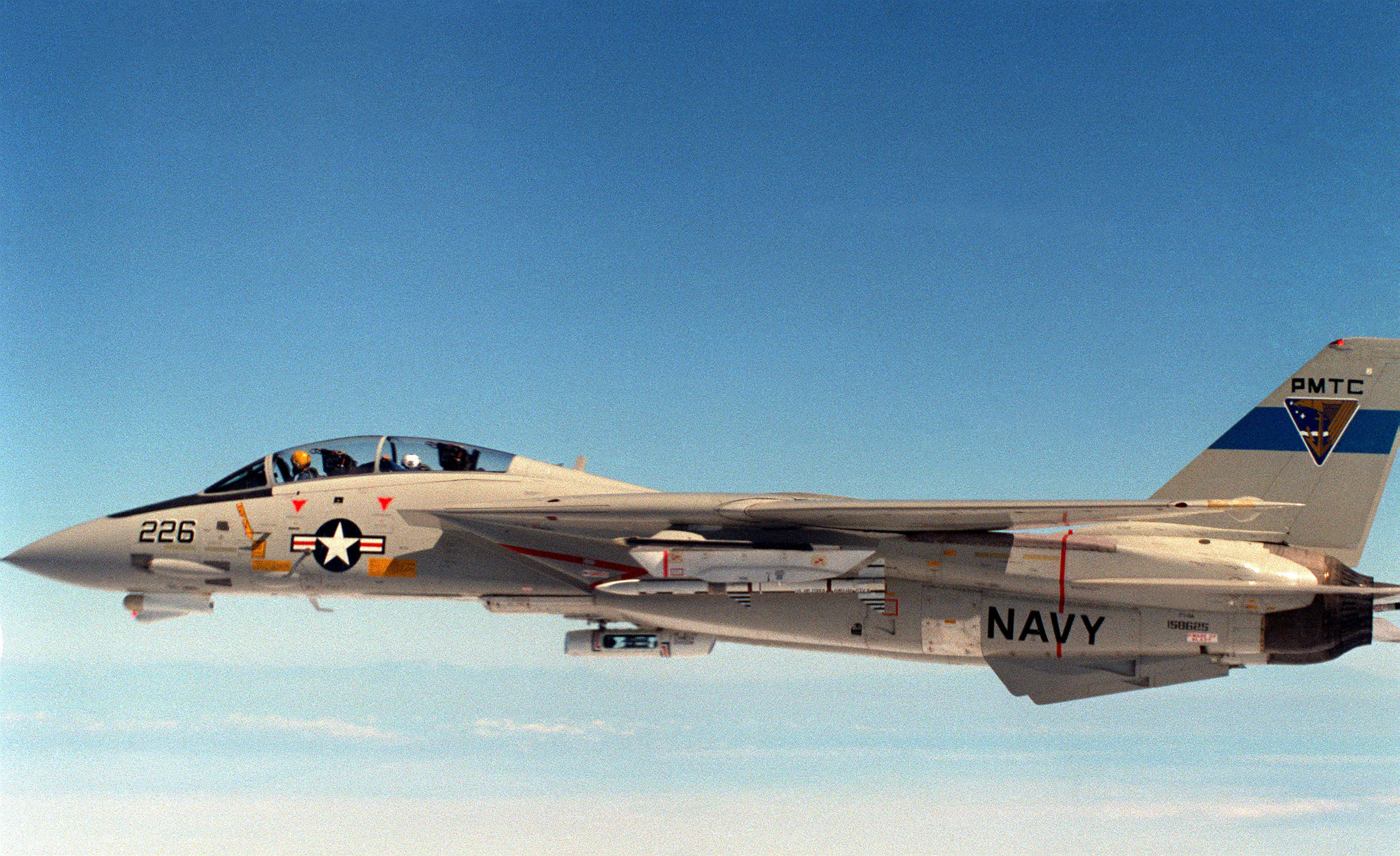
F-14A du Pacific Missile Test Center équipé d'un prototype d'AIM-120 en 1981.

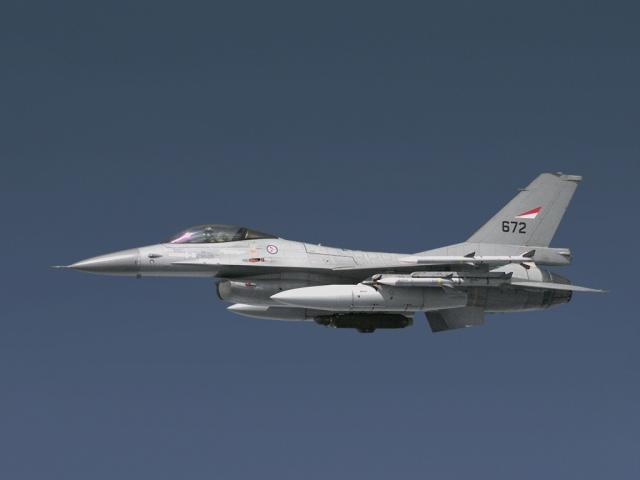
Un F-16A Fighting Falcon de la Luftforsvaret avec 2 AIM-120 et un AIM-9 visibles.

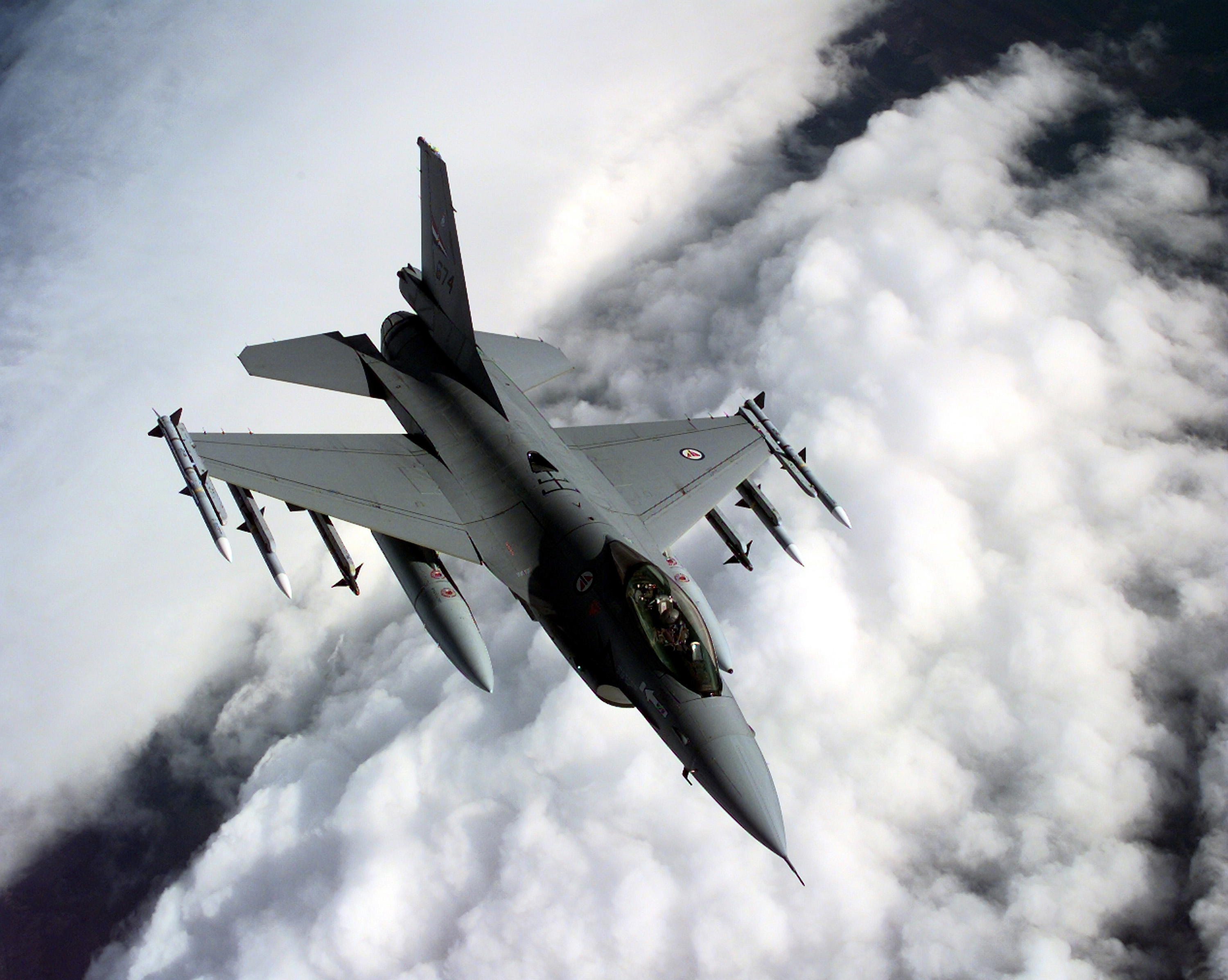
Un F-16A Fighting Falcon de la Luftforsvaret portant 4 AIM-120, 2 AIM-9 et deux réservoirs supplémentaires avec la trappe de ravitaillement en vol encore ouverte.

L'AIM-120 AMRAAM (pour Advanced Medium-Range Air-to-Air Missile, soit « missile air-air de moyenne portée avancé ») est un missile air-air de moyenne portée (de 75 à 160 km selon la version), muni d'un système de guidage à radar actif. Il est surnommé Slammer par les pilotes américains.
L'AMRAAM est le missile au-delà de la portée visuelle le plus répandu au monde, avec en 2008, plus de 14 000 exemplaires produits pour l'United States Air Force, l'United States Navy et 33 clients internationaux. L'AMRAAM a été utilisé dans plusieurs engagements et est crédité de dix victoires aériennes. Conçu il y a plus de 30 ans, l'AMRAAM devrait être remplacé vers le milieu des années 2020 par le nouveau AIM-260 JATM qui sera plus performant et moins vulnérable au brouillage électronique.

## Développement

### Genèse

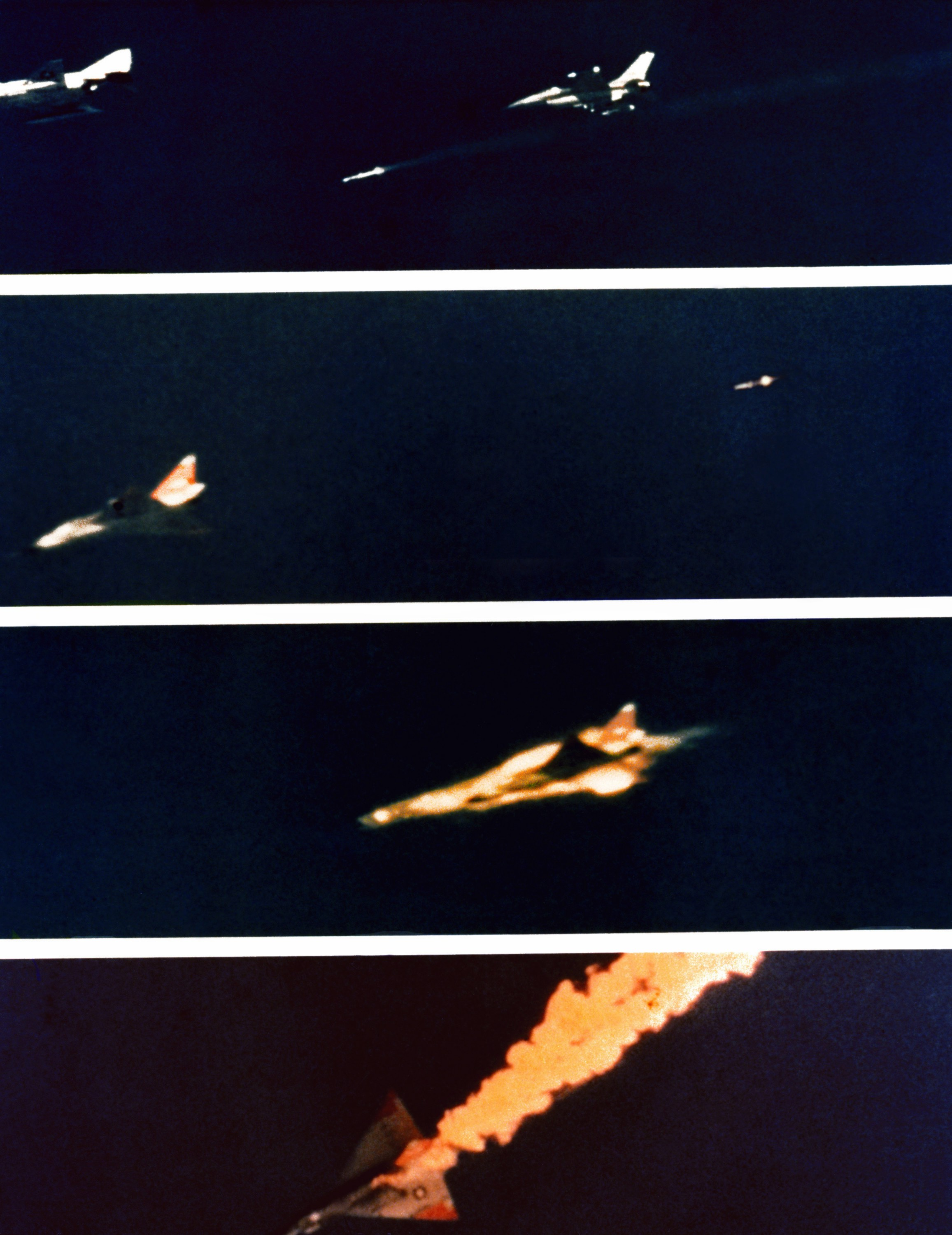
Premier tir d'un AIM-120 contre un QF-102 en 1982.

À la fin des années 1970, déçues par l'AIM-7 Sparrow, les forces aériennes américaines (regroupant l'US Air Force et les composantes aériennes de l'US Navy et de l'US Marine Corps) décident de lancer le développement d'un nouveau missile, qui cette fois-ci n'expose pas son lanceur et, par conséquent, qui soit capable de se guider seul. Par ailleurs, cette indépendance du missile doit permettre d'engager plus facilement plusieurs cibles. En 1979, Hughes Aircraft et Raytheon furent sélectionnés pour développer le missile YAIM-120 AMRAAM, en 1981, Hughes Aircraft remporte le contrat, le premier essai en vol a lieu en décembre 1981. Un an auparavant de nombreuses forces aériennes de l'OTAN s'étaient jointes au programme. En février 1982, le premier AIM-120 est tiré d'un F-16, mais ce n'est qu'en septembre 1987 qu'un premier tir est réalisé à vitesse supersonique. De nombreuses difficultés techniques et politiques ont retardé le programme et causé des dépassements budgétaires. Les premiers exemplaires de pré-production furent livrés en octobre 1988, mais ce n'est qu'en septembre 1991 qu'il fut déclaré opérationnel.

### Améliorations
En 1994 furent livrés les premiers exemplaires de la version AIM-120B. Celle-ci se distingue de la version initiale AIM-120A par un nouveau système de guidage WGU-41/B contenant des modules EPROM reprogrammables et un nouveau processeur. En 1996, une nouvelle version voit le jour, l'AIM-120C. La première différence notable est le changement des ailerons. Ceux-ci sont raccourcis pour être emportables dans la soute du F-22, il reste néanmoins adapté à tous les autres vecteurs déjà qualifiés pour les versions AIM-120A et AIM-120B. Il est par ailleurs équipé d'un nouveau système de guidage WGU-44/B. L'AIM-120C standard est découpé en plusieurs sous-versions dont, notamment les versions C4 et C5. La première est équipée d'une nouvelle charge militaire WDU-41/B, la seconde est encore améliorée par un plus gros moteur-fusée (WPU-16/B) et une section de contrôle plus courte grâce à la miniaturisation de l'électronique embarquée. Les livraisons de ces nouvelles versions ont débuté en juillet 2000. La version suivante, nommée C6, comporte un nouveau détonateur. La version C7, dont le développement a débuté en 1998, a pour objectif de remplacer le missile AIM-54 Phoenix dont le retrait date du 30 septembre 2004. Le programme ayant légèrement glissé, le C7 n'est entré en service opérationnel que fin 2007, alors que son prédécesseur est à la retraite, entraînant un « trou » temporaire dans les capacités des forces armées américaines.

### Version longue portée
Le développement de l'AIM-120D est, en janvier 2016, bien avancé. La production des premiers prototypes a commencé en 2006. Cette nouvelle version est équipée d'une liaison de données avec l'appareil lanceur, un système de navigation INS recalé par GPS, et une enveloppe de tir étendue. Le coût unitaire dépasse le million de dollars. Il garde la même enveloppe que l'AIM-120C et le Radar de son autodirecteur reste de type mécanique passif contrairement au Radar de nouvelle génération tel que le METEOR qui utilise un radar à antenne active, il opère dans la bande X.
Toutes versions confondues, environ 17 500 AIM-120 ont été produits en juin 2015.
En 2019, il est prévu que les forces armées des États-Unis achèteraient leur dernier lot d'AIM-120 en 2026, ce dernier devant en théorie être remplacé par le AIM-260 JATM

### Développement sol-air

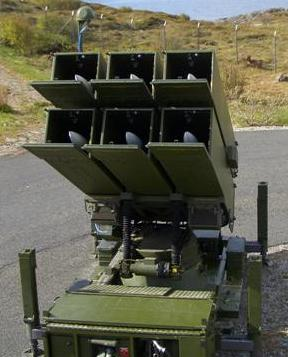
Un lanceur NASAMS norvégien.

Au vu de la qualité de ce missile, il fut décidé d'en extrapoler une version sol-air de défense aérienne conçue par la société norvégienne Kongsberg Defence & Aerospace. La désignation MIM-120A est parfois utilisée, mais n'a rien d'officiel. Les premiers à en être équipés furent les Norvégiens, avec le système NASAMS, qui emporte 6 armes. Il est opérationnel depuis 1995. Ce système et une version améliorée, le NASAMS II, ont été commandés, en 2009, pour l'Espagne, la Finlande et les Pays-Bas.
Les États-Unis développent pour leur part deux versions, le SLAMRAAM, monté sur véhicule Hummer pour l'US Army, et le CLAWS pour l'US Marine Corps, monté sur Hummer également. Par ailleurs, des tests ont été effectués sur des lanceurs de missiles MIM-23 Hawk modifiés. Le SLAMRAAM devrait entrer en service en 2008 et remplacer certains des systèmes Avenger, jugés trop « légers », et les vieillissants MIM-23 Hawk.

## Construction

### Guidage
Le premier tiers du missile est composé du système de guidage. En premier lieu, on trouve l'antenne, sous un dôme conique. Derrière elle sont placées les batteries qui alimentent le système, puis l'électronique de guidage à proprement parler. Le missile est de type « tire et oublie », ce qui signifie qu'une fois le missile tiré, il est totalement autonome. Lors du tir, le système d'armes de l'avion transmet au missile les coordonnées de la cible. Ces coordonnées proviennent généralement du radar du lanceur, mais peuvent également être fournies par un système de détection infrarouge, d'un autre avion équipé d'une liaison de données, voire d'un AWACS. Le missile calcule alors une trajectoire d'interception, et se dirige vers le point d'impact grâce à un guidage inertiel (INS). Cependant si l'avion tireur continue à illuminer la cible à l'aide de son radar, la trajectoire du missile est mise à jour. Certaines forces aériennes n'ont pas émis le souhait d'avoir cette option de mise à jour, ainsi, la Royal Air Force a constaté que sans cette mise à jour, l'efficacité de l'AIM-120 était inférieure à celle du BAe Sky Flash qu'il remplace.
Une fois la cible arrivée à portée de son radar, le missile passe en guidage actif. L'autodirecteur passe en action, trouve la cible et se verrouille dessus. Les aviateurs de l'OTAN surnomment ce mode Pitbull car il ne lâche plus sa cible. Si le missile est tiré à courte portée, il passe directement en mode actif et est donc très efficace.[réf. nécessaire]

### Contrôle
Cette partie, est constituée de quatre servomoteurs électromécaniques actionnant les gouvernes de direction.

### Charge militaire
La charge militaire est constituée de 23 kg d'explosif à fragmentation pour les versions AIM-120A et AIM-120B, appelée WDU-33/B. La version AIM-120C est quant à elle équipée de l'ogive WDU-41/B constituée de 18 kg d'explosif à fragmentation.

### Propulsion
L'AIM-120A et l'AIM-120B sont équipés d'un moteur-fusée à carburant solide leur permettant d'atteindre la portée de 75 km et la vitesse de Mach 4. L'AIM-120C quant à lui, possède un moteur plus gros pour atteindre 110 km. Peu d'informations sont disponibles sur ce moteur, dont la dénomination officielle est WPU-6/B pour les versions AIM-120A/B et WPU-16/B pour l'AIM-120C.

## Versions
- YAIM-120A : Programme initial pour un missile de moyenne portée à guidage actif ;
- AIM-120A : Première version ;
- AIM-120B : Système de guidage WGU-41/B ;

- AIM-120C : Ailerons raccourcis, guidage WGU-44/B ;

- AIM-120C-3

- AIM-120C-4 : Charge militaire WDU-41/B ;
- AIM-120C-5 : Charge militaire WDU-41/B, propulsion WPU-16/B, 110 km de portée ;
- AIM-120C-6 : Nouveau système de déclenchement ;

- AIM-120C-7 : Amélioration de la portée et du guidage, tests terminés en 2007 ;
- AIM-120C-8 : Mis à jour des AIM-120C-3 dans le cadre du programme F3R (Form, Fit, Function, Refresh) de Raytheon[9],

- AIM-120D : Recalage GPS au cours du vol, liaison de données, enveloppe de tir étendue, capacité opérationnelle initiale en avril 2015 ;
- AIM-120D-3 : Mis à jour des AIM-120D dans le cadre du programme F3R (Form, Fit, Function, Refresh) de Raytheon[10]

- « MIM-120A » : Version sol-air utilisée dans les systèmes NASAAM norvégiens, CLAWS et SLAMRAAM américains.

## Vecteurs
- AV-8B Harrier II

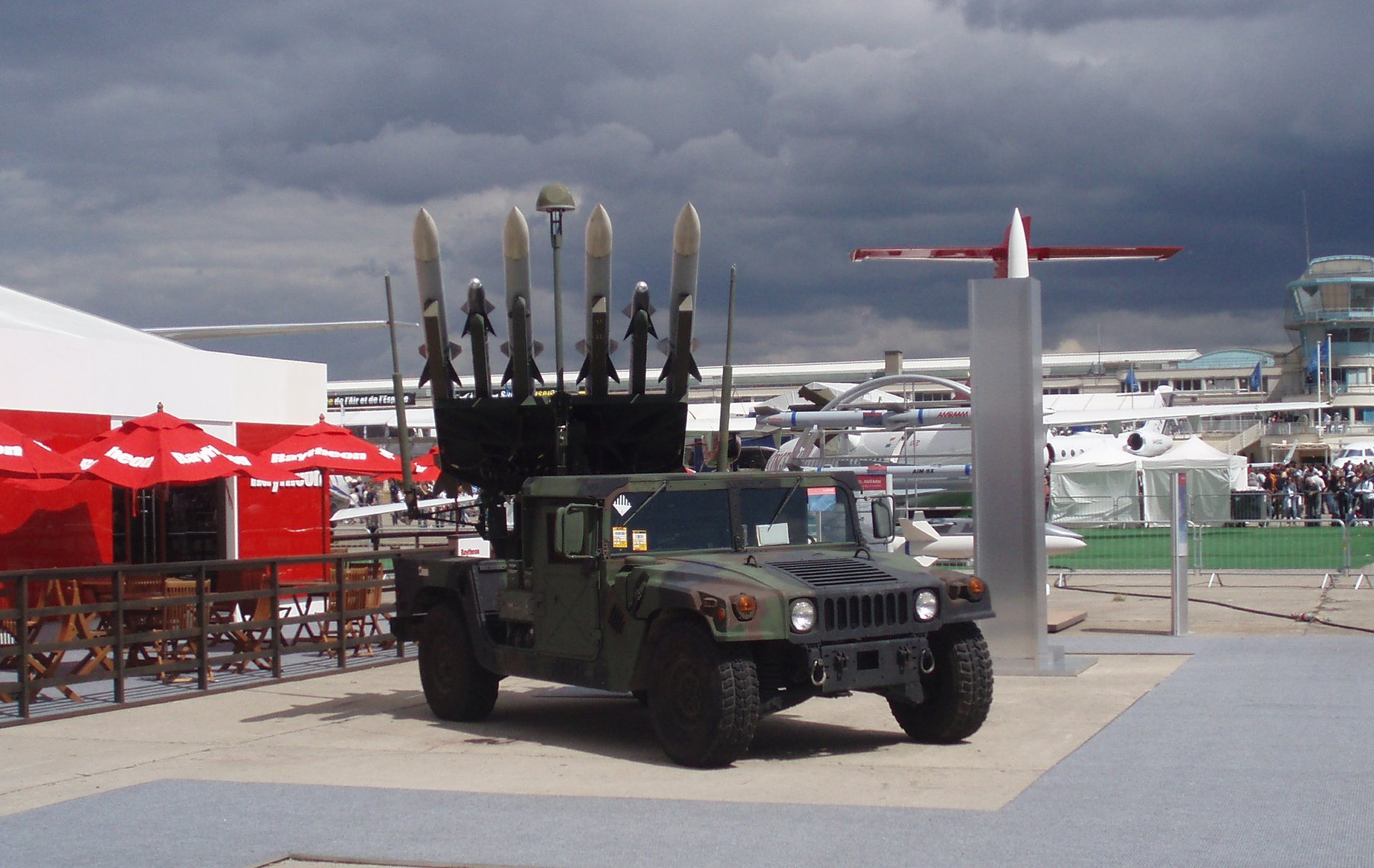
L'AIM-120 AMRAAM dans un montage de défense sol-air.

- F-4 Phantom (Allemagne uniquement)
- Eurofighter Typhoon
- F-16 Fighting Falcon (toutes versions)
- Panavia Tornado
- F/A-18 Hornet (toutes versions)
- F-14 Tomcat (essais seulement)
- F-15 Eagle (versions C, I et S seulement)
- F-22 Raptor
- F-35
- Saab JAS 39 Gripen
- Plateforme terrestre NASAMS

## Utilisateurs
Allemagne
- Luftwaffe

 Arabie saoudite
- Force aérienne royale saoudienne

 Australie
- Force aérienne royale australienne

 Belgique
- Composante air

 Bahreïn
- Force aérienne royale de Bahreïn

 Canada
- Aviation royale canadienne

 Chili
- Force aérienne chilienne

 Corée du Sud
- Force aérienne de la république de Corée

 Danemark
- Armée de l'air royale danoise

 Émirats arabes unis
- Force aérienne des Émirats arabes unis

 Espagne
- Armée de l'air (Espagne)
- Armée de terre espagnole
- Armada espagnole

 États-Unis
- United States Air Force
- United States Navy
- United States Marine Corps

 Finlande
- Armée de l'air finlandaise

 Grèce
- Force aérienne grecque

 Hongrie
- Force aérienne de Hongrie

 Indonésie
- Armée de l'air indonésienne

 Israël
- Force aérienne et spatiale israélienne

 Italie
- Aeronautica Militare
- Marina militare

 Japon
- Force aérienne d'autodéfense japonaise (Pour essai)

 Jordanie
- Force aérienne royale jordanienne

 Koweït
- Force aérienne koweïtienne

 Malaisie
- Armée de l'air royale de Malaisie

 Maroc
- Forces royales air

 Norvège
- Force aérienne royale norvégienne

 Oman
- Force aérienne royale d'Oman

 Pakistan
- Forces aériennes pakistanaises

 Pays-Bas
- Armée de l'air royale néerlandaise

 Pologne
- Force aérienne de la République polonaise

 Portugal
- Force aérienne portugaise

 Qatar
- Force aérienne de l'Émir du Qatar

 République de Chine
- Force aérienne de la république de Chine

 République tchèque
- Force aérienne tchèque

 Roumanie
- Force aérienne roumaine

 Royaume-Uni
- Royal Air Force

 Singapour
- Force aérienne de la république de Singapour

 Suède
- Armée de l'air suédoise

 Suisse
- Forces aériennes suisses

 Thaïlande
- Royal Thai Air Force

 Turquie
- Armée de l'air turque

 Ukraine

## Au combat
Étant un missile assez récent, peu d'engagements ont eu lieu. Les premiers AIM-120A entraient juste en service lors de la guerre du Golfe, et aucun ne fut tiré. Cependant, dès l'année suivante, le 27 décembre 1992, un F-16C américain abattit un MiG-25 irakien lors de l'opération Southern Watch, ce fut également la première victoire aérienne d'un F-16 de l'USAF. Le 17 janvier 1993 un MiG-23 de même nationalité fut abattu de la même manière alors que le 18 ce fut un MiG-25 qui subit le couple F-16/AIM-120. Durant la guerre civile en ex-Yougoslavie des F-16C américains abattirent un Soko G-4 Super Galeb (28 février 1994) et un MiG-29 serbes, alors qu'un F-16A néerlandais abattait un second MiG-29. Le 24 novembre 2015, un F-16C turc abat un Su-24 russe à la frontière entre la Turquie et la Syrie. Le 1er mars 2020, La Turquie abat deux Su-24 syriens dans le Gouvernorat d'Idleb,,.
L'Inde déclare que des F-16 Pakistanais ont tiré des AMRAAM le 27 février 2019 lors de la confrontation indo-pakistanaise de 2019 sans succès, ce que le Pakistan réfute.

## Armes du même type
- France
  - MBDA MICA EM
  - MBDA Meteor
- Russie
  - Vympel R-77